# Хималайска ела
Хималайската ела (Abies pindrow) е вид ела от семейство Борови (Pinaceae). Видът е незастрашен от изчезване.

## Разпространение
Разпространен е в Афганистан, Индия, Непал и Пакистан.